# 翁相
翁相（1499年—？），字輔卿，一字長卿，以家在钱塘之鐵冶嶺下，號冶山，浙江杭州府錢塘縣軍籍，杭州右衛人，明朝政治人物。

## 生平
嘉靖十六年（1537年）丁酉科順天府鄉試第四十六名舉人。嘉靖十七年（1538年）中式戊戌科會試第六十五名，登第二甲第七十五名進士。授工部虞衡司主事，管理节慎库，以方便侍养，乞求任职南京，改南京刑部郎中，丁父母憂，服闋，復除刑部郎中，官至廣平府知府，治行稱河北第一，移疾歸，時年五十四。臨殁自志其墓。

## 家族
曾祖翁祥；祖父翁茂，壽官；父翁浩，母周氏。具慶下。